# Segunda División de Portugal 2025-26
La Segunda Liga 2025-26, también conocida como Liga Portugal 2 Meu Super por motivos de patrocinio, es la trigésima sexta edición de la segunda máxima competición futbolística de Portugal.
Un total de 18 equipos participan en la competición, incluyendo 15 equipos de la temporada anterior, 1 proveniente de la Primeira Liga 2024-25 y 2 provenientes de la Terceira Liga 2024-25.

## Relevos
En un principio Farense y Boavista descendieron a la Segunda Liga después de terminar en los puestos 17 y 18 en la Primeira Liga. Sin embargo, finalmente el Boavista no fue inscrito en la Liga de Honra por problemas fiscales y financieros, por lo que el equipo ajedrezado deberá tomar parte de la Terceira Liga o en la Liga Distrital de Oporto en caso de que salga a competición.
Lusitânia (ascendió por primera vez en su historia) y Sporting de Lisboa B (promovido después de siete años fuera de esta categoría) ascendieron de la Terceira Liga en sustitución del Mafra (descendió después de siete temporadas en el segundo nivel). En un principio el Oliveirense también había perdido su plaza en la Segunda División, sin embargo, posteriormente fue repescado para cubrir la vacante dejada por el Boavista.
| Pos. | Ascendidos a Primeira Liga |
| ---- | -------------------------- |
| 1.º  | Tondela                    |
| 2.º  | Alverca                    |

| Pos. | Descendido a Terceira Liga |
| ---- | -------------------------- |
| 18.º | Mafra                      |

| Pos. | Ascendidos de Terceira Liga |
| ---- | --------------------------- |
| 1.º  | Lusitânia                   |
| 2.º  | Sporting de Lisboa B        |

| Pos. | Descendidos de Primeira Liga               |
| ---- | ------------------------------------------ |
| 17.º | Farense                                    |
| 18.º | Boavista (descendido a División Distrital) |

## Información
| Equipo               | Ciudad               | Entrenador        | Capitán          | Estadio                            | Capacidad | Proveedor   | Patrocinador                   |
| -------------------- | -------------------- | ----------------- | ---------------- | ---------------------------------- | --------- | ----------- | ------------------------------ |
| Académico de Viseu   | Viseo                | Sérgio Vieira     | André Almeida    | Estádio do Fontelo                 | 7 744     | Joma        | Palácio do Gelo                |
| Benfica B            | Lisboa               | Nélson Veríssimo  | Adrian Bajrami   | Benfica Campus                     | 2 720     | Adidas      | Emirates                       |
| Chaves               | Chaves               | Filipe Martins    | João Correia     | Estadio Municipal de Chaves        | 8 400     | Lacatoni    | Forte de São Francisco Hotel   |
| Farense              | Faro                 | Silas             | Marco Matias     | Estadio de São Luís                | 7 000     | Lacatoni    | Placard                        |
| Feirense             | Santa Maria da Feira | Ricardo Costa     | Claúdio Silva    | Estádio Marcolino de Castro        | 5 401     | Kelme       | Esconline                      |
| Felgueiras 1932      | Felgueiras           | Agostinho Bento   | Vacante          | Estádio Dr. Machado de Matos       | 7 540     | Gsport      | Câmara Municipal de Felgueiras |
| Leixões              | Matosinhos           | João Nuno Fonseca | Igor Stefanović  | Estádio do Mar                     | 9 766     | AM          | Matosinhos                     |
| Lusitânia            | Lourosa              | Renato Coimbra    | Marcos Valente   | Estádio do Lusitânia de Lourosa FC | 8 000     | Adidas      | Mestre da Cor                  |
| Marítimo             | Funchal              | Vítor Matos       | Edgar Costa      | Estadio dos Barreiros              | 10 932    | Puma        | Coral Cerveja                  |
| Oliveirense          | Oliveira de Azeméis  | Jorge Pinto       | Filipe Alves     | Estádio Carlos Osório              | 1 750     | Kelme       | Onodera Group                  |
| Paços de Ferreira    | Paços de Ferreira    | Filipe Cândido    | Vitorino Antunes | Estadio Capital do Móvel           | 9 076     | Joma        | Solverde                       |
| Penafiel             | Penafiel             | Pedro Russiano    | João Miguel      | Estadio Municipal 25 de Abril      | 5 230     | Macron      | EDIRCOP                        |
| Portimonense         | Portimão             | Ricardo Pessoa    | Carlinhos        | Estadio Municipal de Portimão      | 6 2024    | Mizuno      | Ceremony                       |
| Porto B              | Oporto               | João Brandão      | Zé Pedro         | Estádio Municipal Jorge Sampaio    | 8 272     | New Balance | Betano                         |
| Sporting de Lisboa B | Lisboa               | João Gião         | Manuel Mendonça  | Estádio Aurélio Pereira            | 3 000     | Nike        | Betano                         |
| Torreense            | Torres Vedras        | Vítor Martins     | João Pereira     | Estádio Manuel Marques             | 12 000    | Kappa       | Agriloja                       |
| União de Leiria      | Leiría               | Fábio Pereira     | Diogo Amado      | Estadio Municipal de Leiria        | 23 888    | CDT         | Porta10                        |
| Vizela               | Vizela               | Ricardo Sousa     | Vacante          | Estádio do FC Vizela               | 6 000     | Kappa       | Solverde                       |

### Cambios de entrenadores
| Equipo          | Entrenador (Jornadas) | Fecha de vacante    | Tipo de salida           | Posición en la tabla | Entrenador entrante | Fecha de nombramiento |
| --------------- | --------------------- | ------------------- | ------------------------ | -------------------- | ------------------- | --------------------- |
| Torreense       | Tiago Fernandes       | 19 de mayo de 2025  | Fin de contrato          | Pretemporada         | Vítor Martins       | 20 de mayo de 2025    |
| Feirense        | Vítor Martins         | 20 de mayo de 2025  | Contratado por Torreense | Pretemporada         | Ricardo Costa       | 7 de junio de 2025    |
| Chaves          | Marco Alves           | 23 de mayo de 2025  | Destitución              | Pretemporada         | Filipe Martins      | 1 de julio de 2025    |
| Farense         | Tozé Marreco          | 29 de mayo de 2025  | Mutuo acuerdo            | Pretemporada         | Silas               | 18 de junio de 2025   |
| Vizela          | Fábio Pereira         | 6 de junio de 2025  | Fin de contrato          | Pretemporada         | Ricardo Sousa       | 6 de junio de 2025    |
| Marítimo        | Ivo Vieira            | 11 de junio de 2025 | Contratado por Tondela   | Pretemporada         | Vítor Matos         | 12 de junio de 2025   |
| União de Leiria | Silas                 | 11 de junio de 2025 | Contratado por Farense   | Pretemporada         | Fábio Pereira       | 11 de junio de 2025   |
| Penafiel        | Hélder Cristóvão      | 30 de junio de 2025 | Fin de contrato          | Pretemporada         | Pedro Russiano      | 11 de julio de 2025   |
| Oliveirense     | António Campos        | 30 de junio de 2025 | Fin de contrato          | Pretemporada         | Jorge Pinto         | 3 de julio de 2025    |
| Leixões         | Cristiano Brito INT   | 30 de junio de 2025 | Fin de interinato        | Pretemporada         | João Nuno Fonseca   | 1 de julio de 2025    |

## Localización
| Región    | N.º | Equipos                                             |
| --------- | --- | --------------------------------------------------- |
| Oporto    | 5   | Felgueiras 1932, Leixões, Paços, Penafiel y Porto B |
| Aveiro    | 3   | Feirense, Lusitânia y Oliveirense                   |
| Lisboa    | 3   | Benfica B, Sporting B y Torreense                   |
| Faro      | 2   | Farense y Portimonense                              |
| Braga     | 1   | Vizela                                              |
| Madeira   | 1   | Marítimo                                            |
| Leiría    | 1   | União de Leiria                                     |
| Vila Real | 1   | Chaves                                              |
| Viseo     | 1   | Académico de Viseu                                  |

## Desarrollo

### Clasificación
| Pos. | Equipo               | Pts. | PJ | G | E | P | GF | GC | Dif. | Clasificación 2026-27           |
| ---- | -------------------- | ---- | -- | - | - | - | -- | -- | ---- | ------------------------------- |
| 1    | Vizela               | 6    | 2  | 2 | 0 | 0 | 6  | 1  | +5   | Ascenso a la Primeira Liga      |
| 2    | Sporting de Lisboa B | 6    | 2  | 2 | 0 | 0 | 2  | 0  | +2   |                                 |
| 3    | Feirense             | 4    | 2  | 1 | 1 | 0 | 4  | 1  | +3   | Ascenso a la Primeira Liga      |
| 4    | Leixões              | 4    | 2  | 1 | 1 | 0 | 3  | 0  | +3   | Play-offs para la Primeira Liga |
| 5    | Lusitânia            | 4    | 2  | 1 | 1 | 0 | 3  | 2  | +1   |                                 |
| 6    | Torreense            | 3    | 2  | 1 | 0 | 1 | 3  | 1  | +2   |                                 |
| 7    | União de Leiria      | 3    | 2  | 1 | 0 | 1 | 3  | 3  | 0    |                                 |
| 8    | Marítimo             | 3    | 2  | 1 | 0 | 1 | 1  | 1  | 0    |                                 |
| 9    | Portimonense         | 3    | 2  | 1 | 0 | 1 | 3  | 5  | −2   |                                 |
| 10   | Chaves               | 2    | 2  | 0 | 2 | 0 | 3  | 3  | 0    |                                 |
| 11   | Benfica B            | 2    | 2  | 0 | 2 | 0 | 1  | 1  | 0    |                                 |
| 12   | Oliveirense          | 2    | 2  | 0 | 2 | 0 | 1  | 1  | 0    |                                 |
| 13   | Académico de Viseu   | 1    | 2  | 0 | 1 | 1 | 2  | 3  | −1   |                                 |
| 14   | Paços de Ferreira    | 1    | 2  | 0 | 1 | 1 | 1  | 2  | −1   |                                 |
| 15   | Penafiel             | 1    | 2  | 0 | 1 | 1 | 1  | 2  | −1   |                                 |
| 16   | Farense              | 1    | 2  | 0 | 1 | 1 | 1  | 4  | −3   | Play-offs para la Terceira Liga |
| 17   | Porto B              | 1    | 2  | 0 | 1 | 1 | 0  | 4  | −4   | Descenso a la Terceira Liga     |
| 18   | Felgueiras 1932      | 0    | 2  | 0 | 0 | 2 | 0  | 4  | −4   | Descenso a la Terceira Liga     |

Actualizado a los partidos jugados el 17 de agosto de 2025.
 Fuente: Segunda Liga
Criterios de clasificación: Puntos · Enfrentamientos directos · Diferencia de goles en enfrentamientos directos
Notas:
1. 1 2 3  Los equipos filiales no pueden ascender.

### Evolución de la clasificación
| Jornada            | 1  | 2  | 3 | 4 | 5 | 6 | 7 | 8 | 9 | 10 | 11 | 12 | 13 | 14 | 15 | 16 | 17 | 18 | 19 | 20 | 21 | 22 | 23 | 24 | 25 | 26 | 27 | 28 | 29 | 30 | 31 | 32 | 33 | 34 |
| Equipo             |    |    |   |   |   |   |   |   |   |    |    |    |    |    |    |    |    |    |    |    |    |    |    |    |    |    |    |    |    |    |    |    |    |    |
| ------------------ | -- | -- | - | - | - | - | - | - | - | -- | -- | -- | -- | -- | -- | -- | -- | -- | -- | -- | -- | -- | -- | -- | -- | -- | -- | -- | -- | -- | -- | -- | -- | -- |
| Vizela             | 4  | 1  |   |   |   |   |   |   |   |    |    |    |    |    |    |    |    |    |    |    |    |    |    |    |    |    |    |    |    |    |    |    |    |    |
| Sporting Lisboa B  | 6  | 2  |   |   |   |   |   |   |   |    |    |    |    |    |    |    |    |    |    |    |    |    |    |    |    |    |    |    |    |    |    |    |    |    |
| Feirense           | 11 | 3  |   |   |   |   |   |   |   |    |    |    |    |    |    |    |    |    |    |    |    |    |    |    |    |    |    |    |    |    |    |    |    |    |
| Leixões            | 1  | 4  |   |   |   |   |   |   |   |    |    |    |    |    |    |    |    |    |    |    |    |    |    |    |    |    |    |    |    |    |    |    |    |    |
| Lusitânia          | 5  | 5  |   |   |   |   |   |   |   |    |    |    |    |    |    |    |    |    |    |    |    |    |    |    |    |    |    |    |    |    |    |    |    |    |
| Torreense          | 17 | 6  |   |   |   |   |   |   |   |    |    |    |    |    |    |    |    |    |    |    |    |    |    |    |    |    |    |    |    |    |    |    |    |    |
| União de Leiria    | 2  | 7  |   |   |   |   |   |   |   |    |    |    |    |    |    |    |    |    |    |    |    |    |    |    |    |    |    |    |    |    |    |    |    |    |
| Marítimo           | 16 | 8  |   |   |   |   |   |   |   |    |    |    |    |    |    |    |    |    |    |    |    |    |    |    |    |    |    |    |    |    |    |    |    |    |
| Portimonense       | 3  | 9  |   |   |   |   |   |   |   |    |    |    |    |    |    |    |    |    |    |    |    |    |    |    |    |    |    |    |    |    |    |    |    |    |
| Chaves             | 8  | 10 |   |   |   |   |   |   |   |    |    |    |    |    |    |    |    |    |    |    |    |    |    |    |    |    |    |    |    |    |    |    |    |    |
| Benfica B          | 7  | 11 |   |   |   |   |   |   |   |    |    |    |    |    |    |    |    |    |    |    |    |    |    |    |    |    |    |    |    |    |    |    |    |    |
| Oliveirense        | 10 | 12 |   |   |   |   |   |   |   |    |    |    |    |    |    |    |    |    |    |    |    |    |    |    |    |    |    |    |    |    |    |    |    |    |
| Académico de Viseu | 13 | 13 |   |   |   |   |   |   |   |    |    |    |    |    |    |    |    |    |    |    |    |    |    |    |    |    |    |    |    |    |    |    |    |    |
| Paços de Ferreira  | 14 | 14 |   |   |   |   |   |   |   |    |    |    |    |    |    |    |    |    |    |    |    |    |    |    |    |    |    |    |    |    |    |    |    |    |
| Penafiel           | 15 | 15 |   |   |   |   |   |   |   |    |    |    |    |    |    |    |    |    |    |    |    |    |    |    |    |    |    |    |    |    |    |    |    |    |
| Farense            | 9  | 16 |   |   |   |   |   |   |   |    |    |    |    |    |    |    |    |    |    |    |    |    |    |    |    |    |    |    |    |    |    |    |    |    |
| Porto B            | 12 | 17 |   |   |   |   |   |   |   |    |    |    |    |    |    |    |    |    |    |    |    |    |    |    |    |    |    |    |    |    |    |    |    |    |
| Felgueiras 1932    | 18 | 18 |   |   |   |   |   |   |   |    |    |    |    |    |    |    |    |    |    |    |    |    |    |    |    |    |    |    |    |    |    |    |    |    |

## Resultados

### Primera vuelta
| Paços de Ferreira | 1 – 2 | Vizela               | Estadio Capital do Móvel        | 9 de agosto  | 11:00 |
| Torreense         | 0 – 1 | Sporting de Lisboa B | Estádio Manuel Marques          | 9 de agosto  | 14:00 |
| Portimonense      | 2 – 1 | Penafiel             | Estadio Municipal de Portimão   | 9 de agosto  | 18:00 |
| Chaves            | 1 – 1 | Benfica B            | Estadio Municipal de Chaves     | 10 de agosto | 11:00 |
| Marítimo          | 0 – 1 | Lusitânia            | Estadio do Marítimo             | 10 de agosto | 14:00 |
| Leixões           | 3 – 0 | Felgueiras 1932      | Estádio do Mar                  | 10 de agosto | 15:30 |
| União de Leiria   | 3 – 2 | Académico de Viseu   | Estadio Dr. Magalhães Pessoa    | 10 de agosto | 18:00 |
| Porto B           | 0 – 0 | Feirense             | Estádio Municipal Jorge Sampaio | 10 de agosto | 18:00 |
| Oliveirense       | 1 – 1 | Farense              | Estádio Carlos Osório           | 11 de agosto | 18:00 |

| Feirense             | 4 – 1 | Portimonense      | Estádio Marcolino de Castro        | 15 de agosto | 18:00 |
| Felgueiras 1932      | 0 – 1 | Marítimo          | Estádio Dr. Machado de Matos       | 16 de agosto | 11:00 |
| Vizela               | 4 – 0 | Porto B           | Estádio do Futebol Clube de Vizela | 16 de agosto | 14:00 |
| Académico de Viseu   | 0 – 0 | Paços de Ferreira | Estádio do Fontelo                 | 16 de agosto | 15:30 |
| Lusitânia            | 2 – 2 | Chaves            | Estádio do Lusitânia de Lourosa FC | 16 de agosto | 15:30 |
| Sporting de Lisboa B | 1 – 0 | União de Leiria   | Estádio Aurélio Pereira            | 17 de agosto | 11:00 |
| Farense              | 0 – 3 | Torreense         | Estadio de São Luís                | 17 de agosto | 11:00 |
| Penafiel             | 0 – 0 | Oliveirense       | Estadio Municipal 25 de Abril      | 17 de agosto | 14:00 |
| Benfica B            | 1 – 1 | Leixões           | Benfica Campus                     | 17 de agosto | 18:00 |

| Lusitânia         | vs. | Benfica B            | Estádio do Lusitânia de Lourosa FC | 24 de agosto | TBA |
| Chaves            | vs. | Felgueiras 1932      | Estadio Municipal de Chaves        | 24 de agosto | TBA |
| Marítimo          | vs. | Feirense             | Estadio do Marítimo                | 24 de agosto | TBA |
| Porto B           | vs. | Farense              | Estádio Municipal Jorge Sampaio    | 24 de agosto | TBA |
| Torreense         | vs. | Académico de Viseu   | Estádio Manuel Marques             | 24 de agosto | TBA |
| Oliveirense       | vs. | Sporting de Lisboa B | Estádio Carlos Osório              | 24 de agosto | TBA |
| Portimonense      | vs. | Vizela               | Estadio Municipal de Portimão      | 24 de agosto | TBA |
| Paços de Ferreira | vs. | União de Leiria      | Estadio Capital do Móvel           | 24 de agosto | TBA |
| Leixões           | vs. | Penafiel             | Estádio do Mar                     | 24 de agosto | TBA |

| Sporting de Lisboa B | vs. | Paços de Ferreira | Estádio Aurélio Pereira            | 31 de agosto | TBA |
| Benfica B            | vs. | Portimonense      | Benfica Campus                     | 31 de agosto | TBA |
| Feirense             | vs. | Leixões           | Estádio Marcolino de Castro        | 31 de agosto | TBA |
| Vizela               | vs. | Oliveirense       | Estádio do Futebol Clube de Vizela | 31 de agosto | TBA |
| Penafiel             | vs. | Chaves            | Estadio Municipal 25 de Abril      | 31 de agosto | TBA |
| Académico de Viseu   | vs. | Porto B           | Estádio do Fontelo                 | 31 de agosto | TBA |
| União de Leiria      | vs. | Torreense         | Estadio Dr. Magalhães Pessoa       | 31 de agosto | TBA |
| Felgueiras 1932      | vs. | Lusitânia         | Estádio Dr. Machado de Matos       | 31 de agosto | TBA |
| Farense              | vs. | Marítimo          | Estadio de São Luís                | 31 de agosto | TBA |

| Torreense       | vs. | Paços de Ferreira    | Estádio Manuel Marques             | 14 de septiembre | TBA |
| Portimonense    | vs. | Sporting de Lisboa B | Estadio Municipal de Portimão      | 14 de septiembre | TBA |
| Oliveirense     | vs. | Académico de Viseu   | Estádio Carlos Osório              | 14 de septiembre | TBA |
| Porto B         | vs. | União de Leiria      | Estádio Municipal Jorge Sampaio    | 14 de septiembre | TBA |
| Felgueiras 1932 | vs. | Benfica B            | Estádio Dr. Machado de Matos       | 14 de septiembre | TBA |
| Lusitânia       | vs. | Penafiel             | Estádio do Lusitânia de Lourosa FC | 14 de septiembre | TBA |
| Marítimo        | vs. | Vizela               | Estadio do Marítimo                | 14 de septiembre | TBA |
| Chaves          | vs. | Feirense             | Estadio Municipal de Chaves        | 14 de septiembre | TBA |
| Leixões         | vs. | Farense              | Estádio do Mar                     | 14 de septiembre | TBA |

| União de Leiria      | vs. | Oliveirense     | Estadio Dr. Magalhães Pessoa       | 28 de septiembre | TBA |
| Vizela               | vs. | Leixões         | Estádio do Futebol Clube de Vizela | 28 de septiembre | TBA |
| Penafiel             | vs. | Felgueiras 1932 | Estadio Municipal 25 de Abril      | 28 de septiembre | TBA |
| Sporting de Lisboa B | vs. | Marítimo        | Estádio Aurélio Pereira            | 28 de septiembre | TBA |
| Paços de Ferreira    | vs. | Porto B         | Estadio Capital do Móvel           | 28 de septiembre | TBA |
| Feirense             | vs. | Lusitânia       | Estádio Marcolino de Castro        | 28 de septiembre | TBA |
| Farense              | vs. | Chaves          | Estadio de São Luís                | 28 de septiembre | TBA |
| Benfica B            | vs. | Torreense       | Benfica Campus                     | 28 de septiembre | TBA |
| Académico de Viseu   | vs. | Portimonense    | Estádio do Fontelo                 | 28 de septiembre | TBA |

| Oliveirense     | vs. | Paços de Ferreira    | Estádio Carlos Osório              | 5 de octubre | TBA |
| Portimonense    | vs. | União de Leiria      | Estadio Municipal de Portimão      | 5 de octubre | TBA |
| Lusitânia       | vs. | Farense              | Estádio do Lusitânia de Lourosa FC | 5 de octubre | TBA |
| Marítimo        | vs. | Académico de Viseu   | Estadio do Marítimo                | 5 de octubre | TBA |
| Leixões         | vs. | Sporting de Lisboa B | Estádio do Mar                     | 5 de octubre | TBA |
| Felgueiras 1932 | vs. | Feirense             | Estádio Dr. Machado de Matos       | 5 de octubre | TBA |
| Porto B         | vs. | Torreense            | Estádio Municipal Jorge Sampaio    | 5 de octubre | TBA |
| Chaves          | vs. | Vizela               | Estadio Municipal de Chaves        | 5 de octubre | TBA |
| Benfica B       | vs. | Penafiel             | Benfica Campus                     | 5 de octubre | TBA |

| União de Leiria      | vs. | Leixões         | Estadio Dr. Magalhães Pessoa       | 26 de octubre | TBA |
| Vizela               | vs. | Felgueiras 1932 | Estádio do Futebol Clube de Vizela | 26 de octubre | TBA |
| Sporting de Lisboa B | vs. | Lusitânia       | Estádio Aurélio Pereira            | 26 de octubre | TBA |
| Torreense            | vs. | Oliveirense     | Estádio Manuel Marques             | 26 de octubre | TBA |
| Paços de Ferreira    | vs. | Portimonense    | Estadio Capital do Móvel           | 26 de octubre | TBA |
| Feirense             | vs. | Benfica B       | Estádio Marcolino de Castro        | 26 de octubre | TBA |
| Farense              | vs. | Penafiel        | Estadio de São Luís                | 26 de octubre | TBA |
| Porto B              | vs. | Marítimo        | Estádio Municipal Jorge Sampaio    | 26 de octubre | TBA |
| Académico de Viseu   | vs. | Chaves          | Estádio do Fontelo                 | 26 de octubre | TBA |

| Penafiel        | vs. | Feirense             | Estadio Municipal 25 de Abril      | 29 de octubre | TBA |
| Portimonense    | vs. | Torreense            | Estadio Municipal de Portimão      | 29 de octubre | TBA |
| Marítimo        | vs. | União de Leiria      | Estadio do Marítimo                | 29 de octubre | TBA |
| Oliveirense     | vs. | Porto B              | Estádio Carlos Osório              | 29 de octubre | TBA |
| Lusitânia       | vs. | Vizela               | Estádio do Lusitânia de Lourosa FC | 29 de octubre | TBA |
| Leixões         | vs. | Académico de Viseu   | Estádio do Mar                     | 29 de octubre | TBA |
| Felgueiras 1932 | vs. | Farense              | Estádio Dr. Machado de Matos       | 29 de octubre | TBA |
| Chaves          | vs. | Sporting de Lisboa B | Estadio Municipal de Chaves        | 29 de octubre | TBA |
| Benfica B       | vs. | Paços de Ferreira    | Benfica Campus                     | 29 de octubre | TBA |

| União de Leiria      | vs. | Chaves          | Estadio Dr. Magalhães Pessoa       | 1 de noviembre | TBA |
| Vizela               | vs. | Penafiel        | Estádio do Futebol Clube de Vizela | 1 de noviembre | TBA |
| Sporting de Lisboa B | vs. | Feirense        | Estádio Aurélio Pereira            | 1 de noviembre | TBA |
| Torreense            | vs. | Felgueiras 1932 | Estádio Manuel Marques             | 1 de noviembre | TBA |
| Paços de Ferreira    | vs. | Leixões         | Estadio Capital do Móvel           | 1 de noviembre | TBA |
| Oliveirense          | vs. | Marítimo        | Estádio Carlos Osório              | 1 de noviembre | TBA |
| Farense              | vs. | Benfica B       | Estadio de São Luís                | 1 de noviembre | TBA |
| Porto B              | vs. | Portimonense    | Estádio Municipal Jorge Sampaio    | 1 de noviembre | TBA |
| Académico de Viseu   | vs. | Lusitânia       | Estádio do Fontelo                 | 1 de noviembre | TBA |

| Penafiel        | vs. | Sporting de Lisboa B | Estadio Municipal 25 de Abril      | 8 de noviembre | TBD |
| Portimonense    | vs. | Oliveirense          | Estadio Municipal de Portimão      | 8 de noviembre | TBD |
| Lusitânia       | vs. | União de Leiria      | Estádio do Lusitânia de Lourosa FC | 8 de noviembre | TBD |
| Marítimo        | vs. | Paços de Ferreira    | Estadio do Marítimo                | 8 de noviembre | TBD |
| Leixões         | vs. | Torreense            | Estádio do Mar                     | 8 de noviembre | TBD |
| Felgueiras 1932 | vs. | Académico de Viseu   | Estádio Dr. Machado de Matos       | 8 de noviembre | TBD |
| Feirense        | vs. | Farense              | Estádio Marcolino de Castro        | 8 de noviembre | TBD |
| Chaves          | vs. | Porto B              | Estadio Municipal de Chaves        | 8 de noviembre | TBD |
| Benfica B       | vs. | Vizela               | Benfica Campus                     | 8 de noviembre | TBD |

| União de Leiria      | vs. | Benfica B       | Estadio Dr. Magalhães Pessoa       | 29 de noviembre | TBD |
| Vizela               | vs. | Feirense        | Estádio do Futebol Clube de Vizela | 29 de noviembre | TBD |
| Sporting de Lisboa B | vs. | Farense         | Estádio Aurélio Pereira            | 29 de noviembre | TBD |
| Torreense            | vs. | Chaves          | Estádio Manuel Marques             | 29 de noviembre | TBD |
| Portimonense         | vs. | Marítimo        | Estadio Municipal de Portimão      | 29 de noviembre | TBD |
| Paços de Ferreira    | vs. | Felgueiras 1932 | Estadio Capital do Móvel           | 29 de noviembre | TBD |
| Oliveirense          | vs. | Leixões         | Estádio Carlos Osório              | 29 de noviembre | TBD |
| Porto B              | vs. | Lusitânia       | Estádio Municipal Jorge Sampaio    | 29 de noviembre | TBD |
| Académico de Viseu   | vs. | Penafiel        | Estádio do Fontelo                 | 29 de noviembre | TBD |

| Marítimo        | vs. | Torreense            | Estadio do Marítimo                | 6 de diciembre | TBA |
| Penafiel        | vs. | União de Leiria      | Estadio Municipal 25 de Abril      | 6 de diciembre | TBA |
| Leixões         | vs. | Porto B              | Estádio do Mar                     | 6 de diciembre | TBA |
| Lusitânia       | vs. | Portimonense         | Estádio do Lusitânia de Lourosa FC | 6 de diciembre | TBA |
| Felgueiras 1932 | vs. | Sporting de Lisboa B | Estádio Dr. Machado de Matos       | 6 de diciembre | TBA |
| Feirense        | vs. | Académico de Viseu   | Estádio Marcolino de Castro        | 6 de diciembre | TBA |
| Farense         | vs. | Vizela               | Estadio de São Luís                | 6 de diciembre | TBA |
| Chaves          | vs. | Paços de Ferreira    | Estadio Municipal de Chaves        | 6 de diciembre | TBA |
| Benfica B       | vs. | Oliveirense          | Benfica Campus                     | 6 de diciembre | TBA |

| Torreense            | vs. | Feirense        | Estádio Manuel Marques          | 13 de diciembre | TBA |
| União de Leiria      | vs. | Felgueiras 1932 | Estadio Dr. Magalhães Pessoa    | 13 de diciembre | TBA |
| Portimonense         | vs. | Leixões         | Estadio Municipal de Portimão   | 13 de diciembre | TBA |
| Sporting de Lisboa B | vs. | Vizela          | Estádio Aurélio Pereira         | 13 de diciembre | TBA |
| Paços de Ferreira    | vs. | Lusitânia       | Estadio Capital do Móvel        | 13 de diciembre | TBA |
| Oliveirense          | vs. | Chaves          | Estádio Carlos Osório           | 13 de diciembre | TBA |
| Marítimo             | vs. | Benfica B       | Estadio do Marítimo             | 13 de diciembre | TBA |
| Porto B              | vs. | Penafiel        | Estádio Municipal Jorge Sampaio | 13 de diciembre | TBA |
| Académico de Viseu   | vs. | Farense         | Estádio do Fontelo              | 13 de diciembre | TBA |

| Penafiel        | vs. | Torreense            | Estadio Municipal 25 de Abril      | 20 de diciembre | TBA |
| Vizela          | vs. | Académico de Viseu   | Estádio do Futebol Clube de Vizela | 20 de diciembre | TBA |
| Leixões         | vs. | Marítimo             | Estádio do Mar                     | 20 de diciembre | TBA |
| Lusitânia       | vs. | Oliveirense          | Estádio do Lusitânia de Lourosa FC | 20 de diciembre | TBA |
| Felgueiras 1932 | vs. | Porto B              | Estádio Dr. Machado de Matos       | 20 de diciembre | TBA |
| Feirense        | vs. | Paços de Ferreira    | Estádio Marcolino de Castro        | 20 de diciembre | TBA |
| Farense         | vs. | União de Leiria      | Estadio de São Luís                | 20 de diciembre | TBA |
| Chaves          | vs. | Portimonense         | Estadio Municipal de Chaves        | 20 de diciembre | TBA |
| Benfica B       | vs. | Sporting de Lisboa B | Benfica Campus                     | 20 de diciembre | TBA |

| Torreense          | vs. | Lusitânia            | Estádio Manuel Marques          | 27 de diciembre | TBA |
| União de Leiria    | vs. | Vizela               | Estadio Dr. Magalhães Pessoa    | 27 de diciembre | TBA |
| Paços de Ferreira  | vs. | Farense              | Estadio Capital do Móvel        | 27 de diciembre | TBA |
| Portimonense       | vs. | Felgueiras 1932      | Estadio Municipal de Portimão   | 27 de diciembre | TBA |
| Oliveirense        | vs. | Feirense             | Estádio Carlos Osório           | 27 de diciembre | TBA |
| Marítimo           | vs. | Penafiel             | Estadio do Marítimo             | 27 de diciembre | TBA |
| Leixões            | vs. | Chaves               | Estádio do Mar                  | 27 de diciembre | TBA |
| Porto B            | vs. | Sporting de Lisboa B | Estádio Municipal Jorge Sampaio | 27 de diciembre | TBA |
| Académico de Viseu | vs. | Benfica B            | Estádio do Fontelo              | 27 de diciembre | TBA |

| Sporting de Lisboa B | vs. | Académico de Viseu | Estádio Aurélio Pereira            | 3 de enero | TBA |
| Vizela               | vs. | Torreense          | Estádio do Futebol Clube de Vizela | 3 de enero | TBA |
| Lusitânia            | vs. | Leixões            | Estádio do Lusitânia de Lourosa FC | 3 de enero | TBA |
| Penafiel             | vs. | Paços de Ferreira  | Estadio Municipal 25 de Abril      | 3 de enero | TBA |
| Felgueiras 1932      | vs. | Oliveirense        | Estádio Dr. Machado de Matos       | 3 de enero | TBA |
| Feirense             | vs. | União de Leiria    | Estádio Marcolino de Castro        | 3 de enero | TBA |
| Farense              | vs. | Portimonense       | Estadio de São Luís                | 3 de enero | TBA |
| Chaves               | vs. | Marítimo           | Estadio Municipal de Chaves        | 3 de enero | TBA |
| Benfica B            | vs. | Porto B            | Benfica Campus                     | 3 de enero | TBA |

### Tabla de resultados cruzados
| Local \ Visitante    | ACA | BEN | CHA | FAR | FEI | FEL | LEI | LUS | MAR | OLI | PAC | PEN | PRT | POR | SPO | TOR | UNI | VIZ |
| -------------------- | --- | --- | --- | --- | --- | --- | --- | --- | --- | --- | --- | --- | --- | --- | --- | --- | --- | --- |
| Académico de Viseu   | —   |     |     |     |     |     |     |     |     |     | 0–0 |     |     |     |     |     |     |     |
| Benfica B            |     | —   |     |     |     |     | 1–1 |     |     |     |     |     |     |     |     |     |     |     |
| Chaves               |     | 1–1 | —   |     |     |     |     |     |     |     |     |     |     |     |     |     |     |     |
| Farense              |     |     |     | —   |     |     |     |     |     |     |     |     |     |     |     | 0–3 |     |     |
| Feirense             |     |     |     |     | —   |     |     |     |     |     |     |     | 4–1 |     |     |     |     |     |
| Felgueiras 1932      |     |     |     |     |     | —   |     |     | 0–1 |     |     |     |     |     |     |     |     |     |
| Leixões              |     |     |     |     |     | 3–0 | —   |     |     |     |     |     |     |     |     |     |     |     |
| Lusitânia            |     |     | 2–2 |     |     |     |     | —   |     |     |     |     |     |     |     |     |     |     |
| Marítimo             |     |     |     |     |     |     |     | 0–1 | —   |     |     |     |     |     |     |     |     |     |
| Oliveirense          |     |     |     | 1–1 |     |     |     |     |     | —   |     |     |     |     |     |     |     |     |
| Paços de Ferreira    |     |     |     |     |     |     |     |     |     |     | —   |     |     |     |     |     |     | 1–2 |
| Penafiel             |     |     |     |     |     |     |     |     |     | 0–0 |     | —   |     |     |     |     |     |     |
| Portimonense         |     |     |     |     |     |     |     |     |     |     |     | 2–1 | —   |     |     |     |     |     |
| Porto B              |     |     |     |     | 0–0 |     |     |     |     |     |     |     |     | —   |     |     |     |     |
| Sporting de Lisboa B |     |     |     |     |     |     |     |     |     |     |     |     |     |     | —   |     | 1–0 |     |
| Torreense            |     |     |     |     |     |     |     |     |     |     |     |     |     |     | 0–0 | —   |     |     |
| União de Leiria      | 3–2 |     |     |     |     |     |     |     |     |     |     |     |     |     |     |     | —   |     |
| Vizela               |     |     |     |     |     |     |     |     |     |     |     |     |     | 4–0 |     |     |     | —   |

## Estadísticas

### Máximos goleadores
Actualizado el 18 de agosto de 2025.
| Pos. | Jugador         | Equipo             | Goles | Part. | Prom. |
| ---- | --------------- | ------------------ | ----- | ----- | ----- |
| 1    | Nile John       | Feirense           | 2     | 2     | 1     |
| =    | Reinaldo        | Chaves             | 2     | 2     | 1     |
| =    | Natanael Ntolla | Vizela             | 2     | 2     | 1     |
| =    | André Clóvis    | Académico de Viseu | 2     | 2     | 1     |
| =    | Heinz Mörschel  | Vizela             | 2     | 2     | 1     |

### Máximos asistentes
Actualizado el 18 de agosto de 2025.
| Pos. | Jugador      | Equipo    | Asist. | Part. | Prom. |
| ---- | ------------ | --------- | ------ | ----- | ----- |
| 1    | Tiago Dias   | Lusitânia | 2      | 2     | 1     |
| =    | Javi Vázquez | Torreense | 2      | 2     | 1     |

## Fichajes

### Fichajes más caros del mercado de verano
| Jugador        | Club de destino | Club de origen | Precio (€) | Ref.   |
| -------------- | --------------- | -------------- | ---------- | ------ |
| Simo Bouzaidi  | Marítimo        | Eldense        | 300.000    | [ 25 ] |
| Cláudio Araújo | Leixões         | Varzim         | 300.000    | [ 26 ] |
| Kiko           | Chaves          | Gil Vicente    | 200.000    | [ 27 ] |
| Salvi Carrasco | União de Leiria | Tenerife       | 100.000    | [ 28 ] |
|                |                 |                |            |        |
|                |                 |                |            |        |
|                |                 |                |            |        |
|                |                 |                |            |        |
|                |                 |                |            |        |
|                |                 |                |            |        |
|                |                 |                |            |        |

| Datos actualizados a 18 de agosto de 2025. Fuentes: |

### Fichajes más caros del mercado de invierno
| Jugador | Club de destino | Club de origen | Precio (€) | Ref. |
| ------- | --------------- | -------------- | ---------- | ---- |

| Datos actualizados a 15 de julio de 2025. Fuentes: |